# 大卫·汉泽曼
大卫·尤斯图斯·路德维希·汉泽曼（德語：David Justus Ludwig Hansemann；1790年7月12日—1864年8月4日），普鲁士企业家、政治人物，曾于1848年在康普豪森内阁中担任财政大臣。

## 生平
汉泽曼出生于汉堡的新教牧师家庭，青年时于商界颇为成功。19世纪30年代起，他参与莱茵省的铁路建造事业，成为莱茵铁路公司的联合创始人，1837年成为莱茵铁路公司副主席。此外他还参与了科隆-明登铁路公司（Cöln-Mindener Eisenbahn-Gesellschaft）和贝尔吉施-马克铁路公司（Bergisch-Märkische Eisenbahn-Gesellschaft）的创立。1838年，他成为亚琛商会主席。
政治上，汉泽曼在1843年当选莱茵省议会副议员，1847年当选普鲁士联合邦议会议员，成为莱茵自由主义反对派的领导人物之一。1848年革命后，他进入康普豪森的自由派内阁，担任财政大臣。康普豪森辞职后，汉泽曼继续在鲁道夫·冯·奥尔斯瓦尔德内阁中担任财政大臣。其财政改革遭到容克贵族反对，因而在9月8日辞职。此后逐渐淡出政界。1851年，在柏林成立贴现银行（Disconto-Gesellschaft），1862年成立普鲁士第一典当股份公司。1864年，在施朗根巴德疗养时逝世，葬于柏林舍讷贝格的汉泽曼墓。其子阿道夫·冯·汉泽曼亦是成功的企业家和银行家。